# Premio Andrómeda de narrativa
El Premio Andròmina de narrativa (Premi Andròmina de narrativa, en valenciano) es un premio literario en lengua catalana convocado por Edicions 3 i 4, y entregado en el marco de los Premis Octubre que se celebran cada año en la Comunidad Valenciana.
Al premio pueden optar toda las obras inéditas escritas en catalán, en las diversas modalidades de narrativa y tiene una dotación de 12.000 euros y una escultura del artista Andreu Alfaro.

## Ganadores
- 1973: Amadeu Fabregat, por Assaig d'aproximació a 'Falles folles fetes foc
- 1974: Joan Francesc Mira, por Els cucs de seda
- 1975: Carmelina Sánchez-Cutillas, por Matèria de Bretanya
- 1976: Isa Tròlec, por Ramona Rosbif
- 1977: Josep Piera, por Rondalla del retorn
- 1978: Declarado desierto.
- 1979: Josep Lozano, por Crim de Germania
- 1980: Ignasi Riera, por Honorable míster R
- 1981: Rafael Ventura Melià, por Àmbit perdurable
- 1982: Joan M. Monjo, por Ducat d'ombres
- 1983: Josep Franco, por Calidoscopi
- 1984: Jaume Santandreu, por Mamil·la, encara
- 1985: Ricard Creus, por L'ocell
- 1986: Declarado desierto
- 1987: Gemma Lienas, por Vol nocturn
- 1988: Isabel Olesti, por Desfici
- 1989: Maria de la Pau Janer, por L'hora dels eclipsis
- 1990: Antoni-Lluc Ferrer, por Perfum romanial
- 1991: Ponç Puigdevall, por Un silenci sec
- 1992: Antoni Dalmases, por L'ultima primavera
- 1993: Rafael Escobar, por L'últim muetzí
- 1994: Víctor Batallé, por Tres d'amor
- 1995: Miquel Mas Ferrà, por Camí de palau
- 1996: Vicent Josep Escartí Soriano, por Espècies perdudes
- 1997: Martí Domínguez Romero, por Les confidències del comte de Buffon
- 1998: Josep Pujol Coll, por Tatuatges
- 1999: Matthew Tree, por Ella ve quan vol
- 2000: Declarado desierto.
- 2001: Isabel-Clara Simó, por L'home que ensumava dones
- 2002: Vicent Usó i Mezquita, por Crònica de la devastació
- 2003: Toni Cucarella, por Quina lenta agonia la dels ametllers perduts
- 2004: Joan Jordi Miralles, por L'Altíssim
- 2005: Joan Olivares, por L'Estrep (Pòlvora de Rei)
- 2006: David Nel·lo, por La geografia de les veus
- 2007: David Vilaseca, por L'aprenentatge de la soledat
- 2008: Xavier Aliaga por Els neons de Sodoma
- 2009: Rafael Gomar por Andròmines
- 2010: Raquel Ricart, por Les ratlles de la vida
- 2011: Daniel O'Hara por El poder excloent de l'essa sorda
- 2012: Ex aequo Josep-Lluís Carod-Rovira por La passió italiana y Tomàs Llopis por Hi ha morts que pesen cent anys[2]
- 2014: Juli Alandes por Trencatenebres.[3]
- 2015: Miquel Àngel Estradé, por L'assassí que llegia Vidal Vidal
- 2016: Josep Franco, por La vida és dura
- 2017: Vicent Pallarés, por Les llàgrimes d'Orfeu
- 2018: Salvador Company, por Fons de formes[4]
- 2019: Josep Colomer, por Les espines del peix[5]
- 2020: No sé què mor de Ramon Ramon[6]